# Моан, Магнус
Магнус Ховдал Моан (норв. Magnus Hovdal Moan род. 26 августа 1983 года, Лиллехаммер, Норвегия) — норвежский двоеборец, олимпийский чемпион 2014 года в эстафете, чемпион мира 2005 года, победитель этапов Кубка мира. 
В Кубке мира Моан дебютировал в 2003 году, в январе 2004 года одержал свою первую победу на этапе Кубка мира, в спринте. Всего на сегодняшний момент имеет 17 побед на этапах Кубка мира, все в личных соревнованиях. Лучшим достижением в итоговом зачёте Кубка мира для Моана являются 2-е места в сезонах 2005-06 и 2008-09.
На Олимпиаде-2006 в Турине завоевал две медали, серебро в спринте и бронзу в индивидуальной гонке.
На Олимпиаде-2010 в Ванкувере стал 5-м в команде, кроме того занял 9-е место в соревнованиях с нормального трамплина + 10 км, и 15-е место в соревнованиях с большого трамплина + 10 км.
На Олимпиаде-2014 в Сочи стал чемпионом в эстафете, кроме того занял 2-е место в соревнованиях с большого трамплина + 10 км.
За свою карьеру участвовал в семи чемпионатах мира, выиграл золото в команде на чемпионате мира 2005 в немецком Оберстдорфе, кроме этого имеет 6 серебряных и 5 бронзовых медалей чемпионатов мира.
Последний раз выходил на старт в марте 2019 года.
Использовал лыжи производства фирм Madshus и Atomic.